# Včelince
Včelince este o comună slovacă, aflată în districtul Rimavská Sobota din regiunea Banská Bystrica. Localitatea se află la altitudinea de 168 m deasupra n.m., se întinde pe o suprafață de 13,12 km2 și în 2017 număra 797 de locuitori. Se învecinează cu Chanava, Rumince și Stránska.

## Istoric
Localitatea Včelince este atestată documentar din 1332.

## Demografie
| An:                | 1994 | 2004    | 2014   | 2024   |
| ------------------ | ---- | ------- | ------ | ------ |
| Număr de persoane: | 680  | 763     | 785    | 816    |
| Diferență:         |      | +12,20% | +2,88% | +3,94% |

| An:                | 2023 | 2024   |
| ------------------ | ---- | ------ |
| Număr de persoane: | 809  | 816    |
| Diferență:         |      | +0,86% |